# NGC 1390
NGC 1390 is een balkspiraalstelsel in het sterrenbeeld Eridanus. Het hemelobject werd in 1886 ontdekt door de Amerikaanse astronoom Frank Muller.

## Synoniemen
- PGC 13386
- ESO 548-54
- MCG 3-10-17